# Selene brevoortii
Espèce
Statut de conservation UICN

 LC  : Préoccupation mineure
Selene brevoortii est une espèce de poissons de la famille des Carangidés présente dans l'est du Pacifique.